# Michał Piela

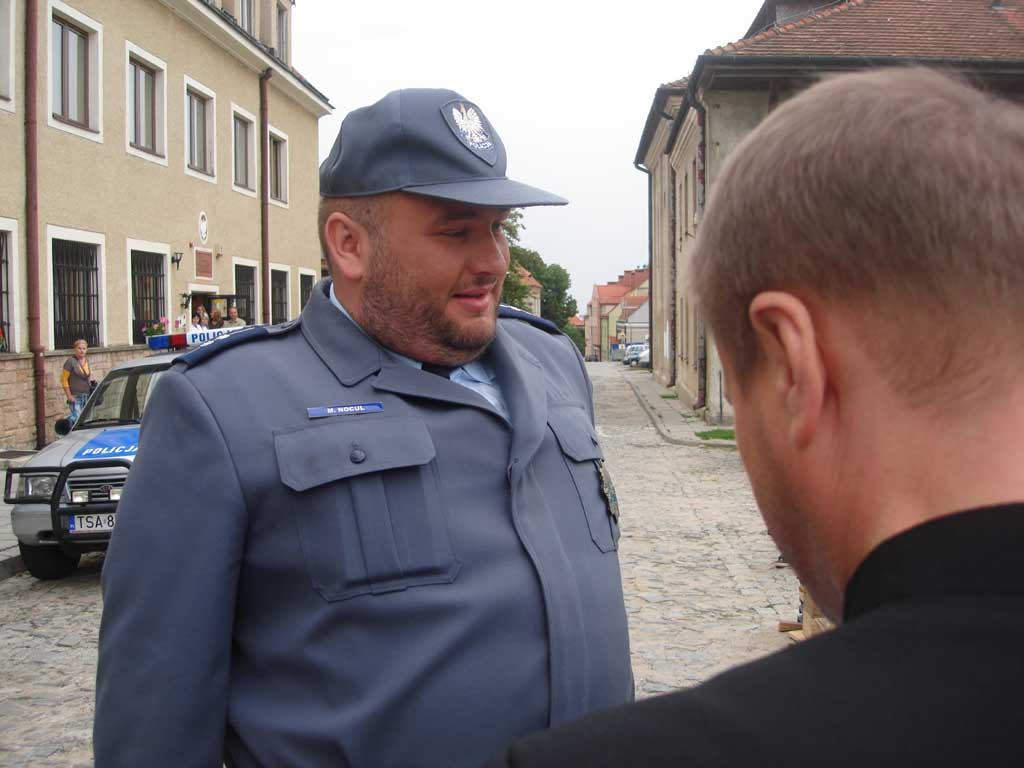
Michał Piela jako aspirant Nocul w serialu Ojciec Mateusz (2008)

Michał Piela (ur. 21 grudnia 1978 w Katowicach) – polski aktor filmowy, telewizyjny i dubbingowy.

## Życiorys
Jako nastolatek grał w Teatrze Gart działającym przy Pałacu Młodzieży w Katowicach. Ukończył studium medyczne, zostając ratownikiem medycznym. W 2003 ukończył studia na PWST w Warszawie.
Jako aktor zadebiutował w 2001 epizodycznymi rolami w serialach Pokój na czarno i Plebania. Popularność przyniosła mu rola aspiranta Mieczysława Nocula w serialu Ojciec Mateusz, w którym gra od 2008. Za rolę w serialach Ojciec Mateusz i Hela w opałach był nominowany do Telekamery 2011 w kategorii aktor. W 2012 zagrał rolę „psa” w filmie reklamowym na rzecz ochrony psów „Mafia dla Psa”.
Oprócz występów w serialach i filmach zajmuje się także dubbingiem w filmach i grach komputerowych.

## Życie prywatne
Żonaty z Marią. Choruje na cukrzycę typu 2.

## Filmografia
- 2001: Pokój na czarno, jako Henryk, siostrzeniec Włodarczyka (odc. 1)
- 2001: Plebania, jako Grzesio, ranny w przychodni (odc. 117)
- 2001: M jak Miłość jako ochroniarz Marty (odc.42)
- 2002: Wiedźmin, jako woziwoda (odc. 8)
- 2002: Na jelenie, jako Zdzisław
- 2003: Plebania, jako narzeczony Zosi (odc. 341)
- 2003: Magiczne drzewo, jako sprzedawca kredki (odc. 3)
- 2003: Kasia i Tomek, jako Mikołaj (odc. 3/III seria)
- 2003–2004: Glina, jako Grzegorz Stańczak „Pulpet”
- 2003: Czarno to widzę, jako człowieczek
- 2004: Serce gór, jako rycerz na uczcie
- 2004: Pensjonat pod Różą, jako Maksymilian Kozioł (odc. 16)
- 2004: Camera Café, jako Eryk, brat Fretki
- 2005: Rozdroże Cafe, jako „Mały”
- 2005: Plebania, jako Maks (odc. 504)
- 2005: Okazja, jako policjant (odc. 2)
- 2005: Oda do radości, jako ochroniarz
- 2005: Niania, jako pielęgniarz (odc. 9 i 15)
- 2005: Lokatorzy, jako Boguś, młodszy brat Marcina (odc. 211)
- 2005: Lawstorant, jako „lekarz”
- 2005: Kryminalni, jako Jarosław Golik (odc. 18)
- 2005: Boża podszewka II, jako pielęgniarz w szpitalu psychiatrycznym (odc. 13 i 14)
- 2006: Trójka do wzięcia, jako konduktor
- 2006: Magda M., jako Kamil Zander, mąż Alicji
- 2006–2007: Królowie śródmieścia, jako kanar Stefan
- 2006–2008: Hela w opałach, jako Jacek
- 2006–2007: Dwie strony medalu, jako szef pizzerii
- 2006: Dublerzy, jako policjant
- 2006: Dublerzy, jako policjant
- 2006: Apetyt na miłość, jako ksiądz Czesław Pawlik
- 2007: Złotopolscy, jako Jerzy Kurek, wdzięczny pasażer na dworcu (odc. 844)
- 2007: Ryś, jako Orzeł
- 2007: Ogród Luizy, jako „Cielak”
- 2007: Na dobre i na złe, jako motocyklista Adam (odc. 307)
- 2007: Ja wam pokażę!, jako Eugeniusz Bomba, woźny w liceum Tośki (odc. 3)
- 2007: Faceci do wzięcia, jako zakonnik (odc. 46)
- 2007: Ekipa, jako poseł Prawicy dla Polski
- 2007: Egzamin z życia, jako „Gruby” (odc. 72)
- 2007: Determinator, jako „Jojo”
- 2008: To nie tak, jak myślisz, kotku, jako policjant
- 2008: Teraz albo nigdy!, jako urzędnik (odc. 1 i 5)
- 2008: Rozmowy nocą, jako Misiek, chłopak Karoliny
- od 2008: Ojciec Mateusz, jako aspirant Mieczysław Nocul
- 2008: Niezawodny system, jako bywalec na aukcji
- 2008: Na kocią łapę, jako właściciel Kruszka
- 2008: Magiczne drzewo, jako kierowca (odc. 8)
- 2008: Fala zbrodni, jako Jacek Haras (odc. 103)
- 2008: Czas honoru, jako Niemiec Lieshke (odc. 5)
- 2009: Zamiana, jako borowiec
- 2010: Śluby panieńskie, jako parobek Albina
- 2010: Mam Cię na taśmie, jako szef firmy komputerowej
- 2011: Sztos 2, jako SB-ek Marian Lachoń
- 2012: Hotel 52, jako Aleksander Greszta (odc. 77)
- 2012: Być jak Kazimierz Deyna, jako trener Zbyszek
- 2014: Wkręceni, jako kadrowy Witek
- 2014: Na krawędzi 2, jako Jakub Szamałek (odc. 4)
- 2014: Baron24, jako zaklinowany kierowca (odc. 15 i 26)
- 2016: 7 rzeczy, których nie wiecie o facetach, jako „Bohater Domu”
- 2017: O mnie się nie martw, jako Ryszard Ziółkowski, prezes Spółdzielni Mieszkaniowej „Przylesie” (odc. 84)
- 2018: 1983 jako prezes GKKFiS
- 2019: Nerd jako agent Karczyk
- 2023: Dewajtis jako Rymwid (odc. 5 i 6)

## Dubbing
- 2008: WALL·E – reż. dubb. Waldemar Modestowicz
- 2008: Dzwoneczek – reż. dubb. Joanna Węgrzynowska (jako Klank)
- 2008: Cziłała z Beverly Hills – reż. dubb. Wojciech Paszkowski (jako Chico)
- 2009: Gwiazda Kopernika – reż. Z. Kudła i Andrzej Orzechowski
- 2009: Ben 10: Obcy rój – reż. dubb. Dariusz Dunowski (jako Lump)
- 2009: Księżniczka z krainy słoni – reż. dubb. Dariusz Dunowski (jako drwal)
- 2009: Dzwoneczek i zaginiony skarb – reż. dubb. Joanna Węgrzynowska (jako Klank)
- 2010: Gwiezdne wojny: Wojny klonów – reż. dubb. Miriam Aleksandrowicz
- 2010: Dzwoneczek i uczynne wróżki – reż. dubb. Joanna Węgrzynowska (jako Klank)
- 2011: Wielkie zawody w Przystani Elfów – reż. dubb. Joanna Węgrzynowska (jako Klank)
- 2011: Epoka lodowcowa: Mamucia gwiazdka – reż. dubb. Piotr Kozłowski (jako Mikołaj)
- 2011: Wiedźmin 2: Zabójcy królów – reż. dubb. Maciej Kowalski (jako Gruby Maćko, Martin, Rigg)
- 2011: Jessie – reż. dubb. Artur Kaczmarski (jako Bertram)
- 2012: Galactik Football – reż. dubb. Tomasz Marzecki (jako Ballow)
- 2012: Przygody Sary Jane – reż. dubb. Waldemar Modestowicz (jako Ballow)
- 2012: Dzwoneczek i sekret magicznych skrzydeł – reż. dubb. Joanna Węgrzynowska (jako Klank)
- 2012: Hobbit: Niezwykła podróż – reż. dubb. Piotr Kozłowski (jako Wielki Goblin)
- 2013: Iron Man 3 jako Harold „Happy” Hogan
- 2014: Hotel 13 jako Lenny Bode
- 2015: Pingwiny z Madagaskaru jako Kapral
- 2015: W głowie się nie mieści jako Bing Bong
- 2016: Doktor Strange jako Wong
- 2017: Spider-Man: Homecoming jako Harold „Happy” Hogan
- 2019: Spider-Man: Daleko od domu jako Harold „Happy” Hogan
- 2019: Król lew jako Pumba
- 2020: Big Show i jego show jako Big Show
- 2020: Naprzód jako sierżant Obrok
- 2021: Kajko i Kokosz jako Kokosz
- 2021: Arcane jako Benzo
- 2021: Spider-Man: Bez drogi do domu jako Wong[5]
- 2022: Doktor Strange w multiwersum obłędu jako Wong[6]